# 志和町冠
志和町冠（しわちょうかんむり）とは、広島県東広島市の大字。全域で住居表示未実施である。

## 概要
広島県道83号志和インター線沿いを中心に農村が広がっており、それ以外は山林が多い。一方で、1987年に山陽自動車道志和インターチェンジが併用開始したことに伴い、IC周辺を中心に複数の工場が進出している。
地名は神亀元年に聖武天皇が生城山に行幸した際、小屋城に冠を埋めたことに由来する。

## 沿革
- 1889年（明治22年）4月1日 - 町村制施行。賀茂郡冠村他4村が合併し、西志和村が発足する。冠村は「冠」として西志和村の大字となる[2][3]。
- 1955年（昭和30年）8月1日 - 東志和村、志和堀村、西志和村が合併し、志和町が発足。冠は志和町の大字となる[2][3]。
- 1974年（昭和49年）4月20日 - 志和町が周辺3町と合併し、東広島市が発足。冠は「志和町冠」として東広島市の大字となる[4][5]。
- 1987年（昭和62年）3月24日 - 山陽自動車道の広島東IC - 志和IC間が開通し、町内に志和ICが開業[6]。

## 交通

### 鉄道
町内南部をわずかにJR山陽本線が通るが、駅はない。最寄り駅は八本松駅。

### バス
芸陽バスが地区内を走る路線バスを運行している。
- 西条駅 - 八本松駅 - 志和地区内循環 - 八本松駅 - 西条駅
- 西条駅 - 瀬野駅 - 広島バスセンター

### 道路

#### 高速道路
- 山陽自動車道 - 志和IC

#### 一般国道
- 国道2号

#### 主要地方道
- 広島県道83号志和インター線

## 学区
公立小・中学校に通学する場合、志和小学校および志和中学校に通学することになる。

## 世帯数・人口
2024年9月末での世帯数は300世帯、人口は622人である。